# Mykoła Worobjow
Mykoła Worobjow (ukr. Мико́ла Пана́сович Воробйо́в, ur. 12 października 1941 Melnykiwka w obwodzie czerkaskim) – ukraiński poeta.

## Elementy biograficzne
W 1968 ukończył studia na Wydziale Filozoficznym Uniwersytetu Kijowskiego. Jest członkiem Stowarzyszenia Pisarzy Ukrainy (od 1987). Mieszka, pracuje i wydał wszystkie swoje książki w Kijowie.
Był jednym z założycieli grupy „Kijowska Szkoła Poezji” i liderów artystycznego undergroundu lat 70. Radzieckie władze przez wiele lat nie pozwalały mu publikować.
Mieszka, pracuje i wydał wszystkie swoje książki w Kijowie.

## Nagrody i wyróżnienia
Jest laureatem nagrody Pawło Tyczyny (1992), nagrody „Błahowist” (1993), nagrody „Przyjaciół Ruchu” (1994) i nagrody Szewczenki (2005)

## Twórczość

### Tomy wierszy
- Букiніcт (1966),
- Бeз кopи (1967),
- Пригадай на дорогу мені (1985),
- Місяць шипшини (1986),
- Ожина обрію (1988),
- Прогулянка одинцем (1990),
- Верховний голос (1991),
- Іскри в слідах (1993),
- Човен (1999),
- Срібна рука (2000) і дитячих книжок,
- Слуга півонії (2004),
- Оманливий оркестр (Конфігурації) (2006),
- Бeз кopи (wybór wierszy, 2007).

## Przekłady na język polski
Tłumaczem wierszy Mykoły Worobjowa na język polski jest Leszek Engelking. Przekłady ukazały się w piśmie Literatura na Świecie (nr 8 z 1986 roku).